# Moltebeere
Die Moltebeere (Rubus chamaemorus), auch Multebeere, Multbeere, Schellbeere, Sumpfbrombeere, Torfbeere oder Nordic Berry genannt, ist eine Pflanzenart aus der Gattung Rubus. Sie ist einziger Vertreter der Untergattung Chamaemorus und gehört zur Unterfamilie der Rosoideae innerhalb der Familie der Rosengewächse (Rosaceae). Die Moltebeere kommt im Norden Amerikas, Europas und Asiens vor. Sie ist in Mitteleuropa sehr selten. Es gibt keine Vorkommen in Österreich und der Schweiz. Die sehr geringen Vorkommen in Norddeutschland sind streng geschützt.
Die Bekanntheit wuchs mit der Abbildung der Moltebeere auf der finnischen 2-Euro-Münze. Diese Pflanzenart ist ein Wahrzeichen Lapplands.

## Name
Der botanische Name entstammt dem Griechischen: chamai = „auf der Erde“ und mōros = „Maulbeere/Brombeere“, bedeutet also „Bodenbrombeere“. Die Bezeichnung „Molte-“ ist in den skandinavischen Sprachen verbreitet und kam über das Dänische ins Deutsche. Der Begriff ist verwandt mit dem Wort „schmelzen“ und bezieht sich auf die im Reifezustand sehr weiche Frucht. Auf Norwegisch heißt sie ähnlich wie im Dänischen und Deutschen, auf Finnisch wird sie als Lakka, in Nordfinnland auch als Hilla bezeichnet. Im Schwedischen nennt man sie Hjortron, im Russischen Moroschka und im Estnischen Murakas. Im Englischen ist der Name Cloudberry oder Bakeapple gebräuchlich, im Französischen Plaquebière oder Chicouté. Daneben finden sich zahlreich regionale Namen.

## Pflanzenbeschreibung

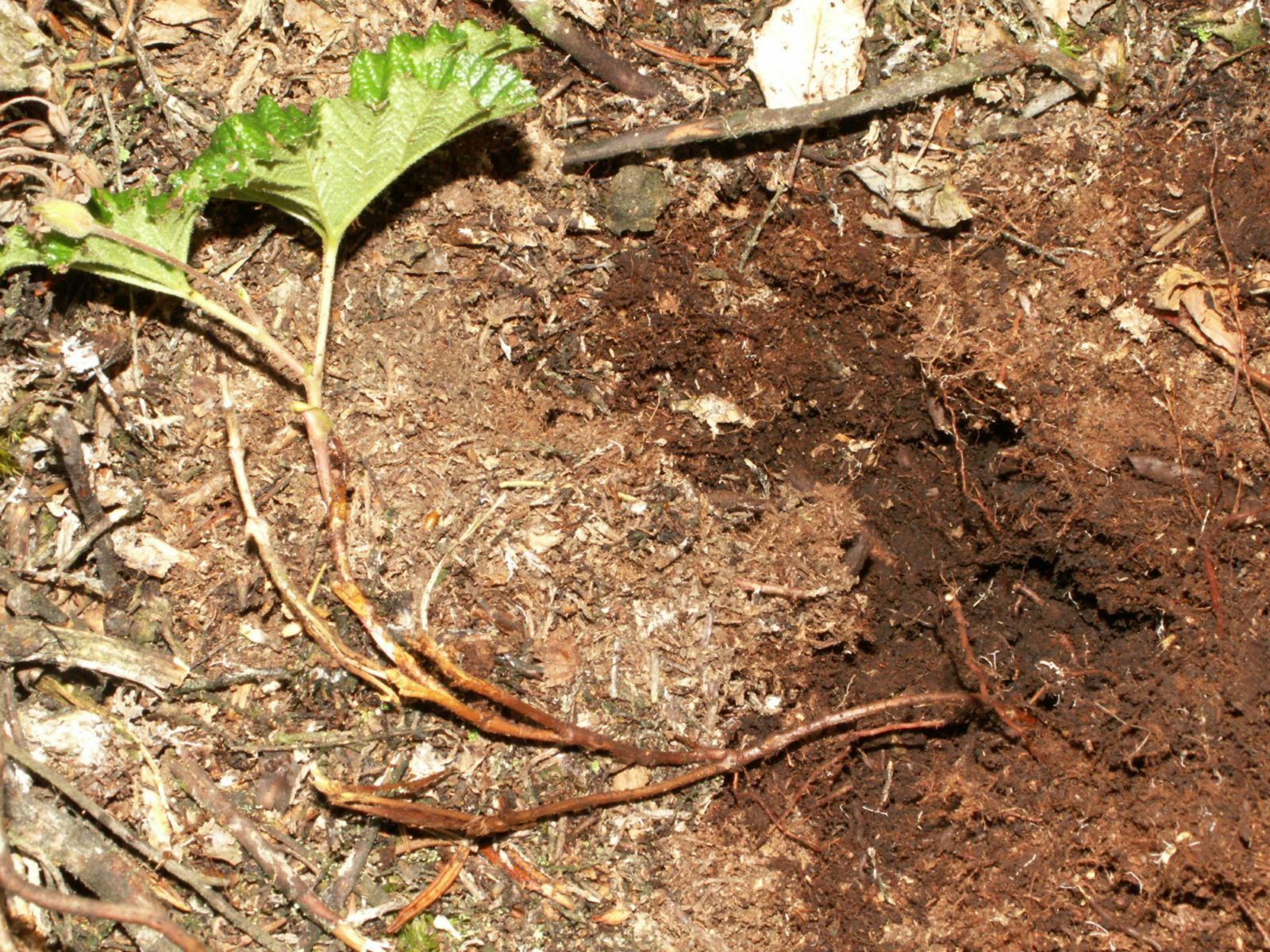
Wurzelwerk und Stängel

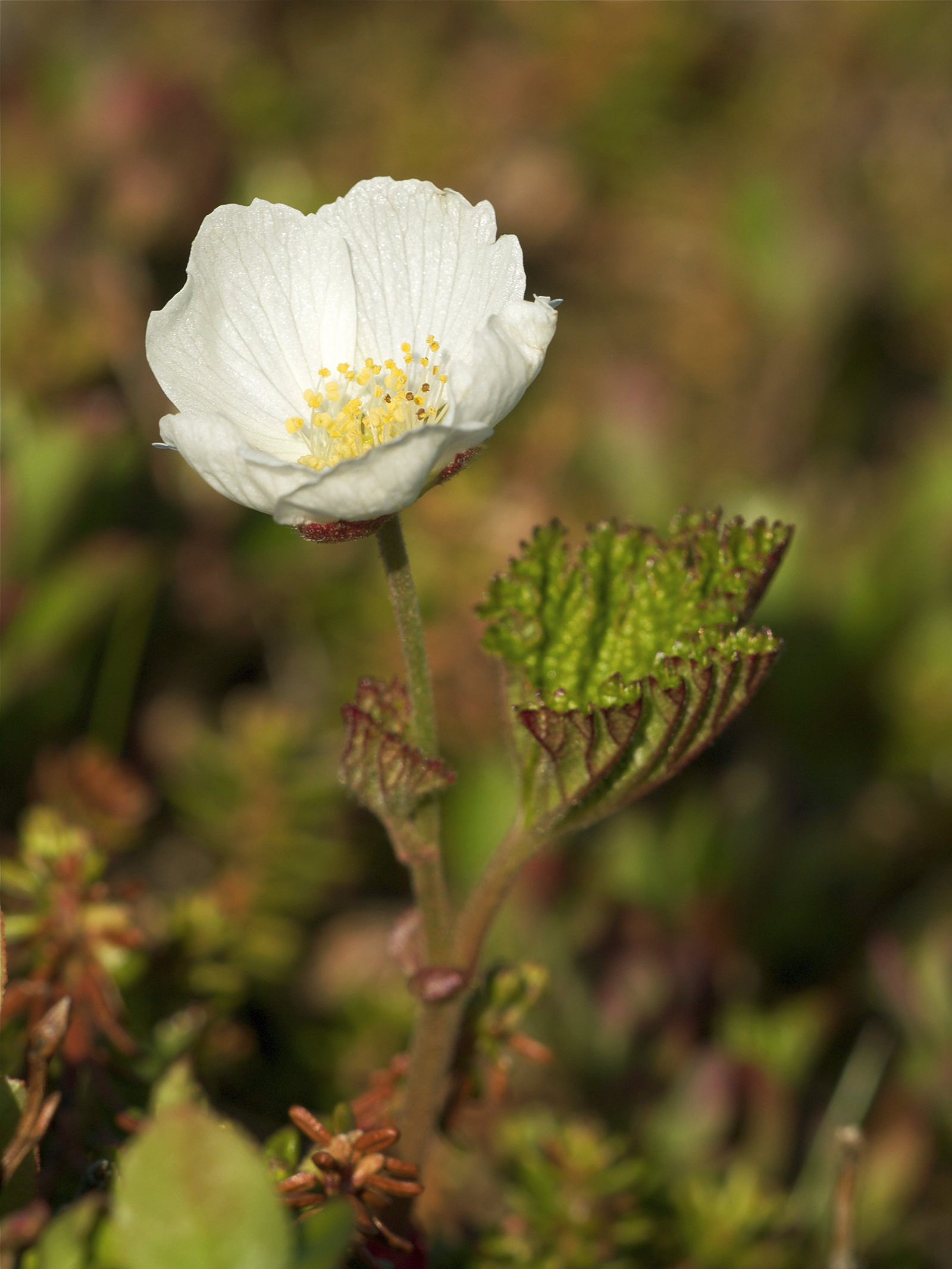
Männliche Blüte der Moltebeere mit Staubfäden

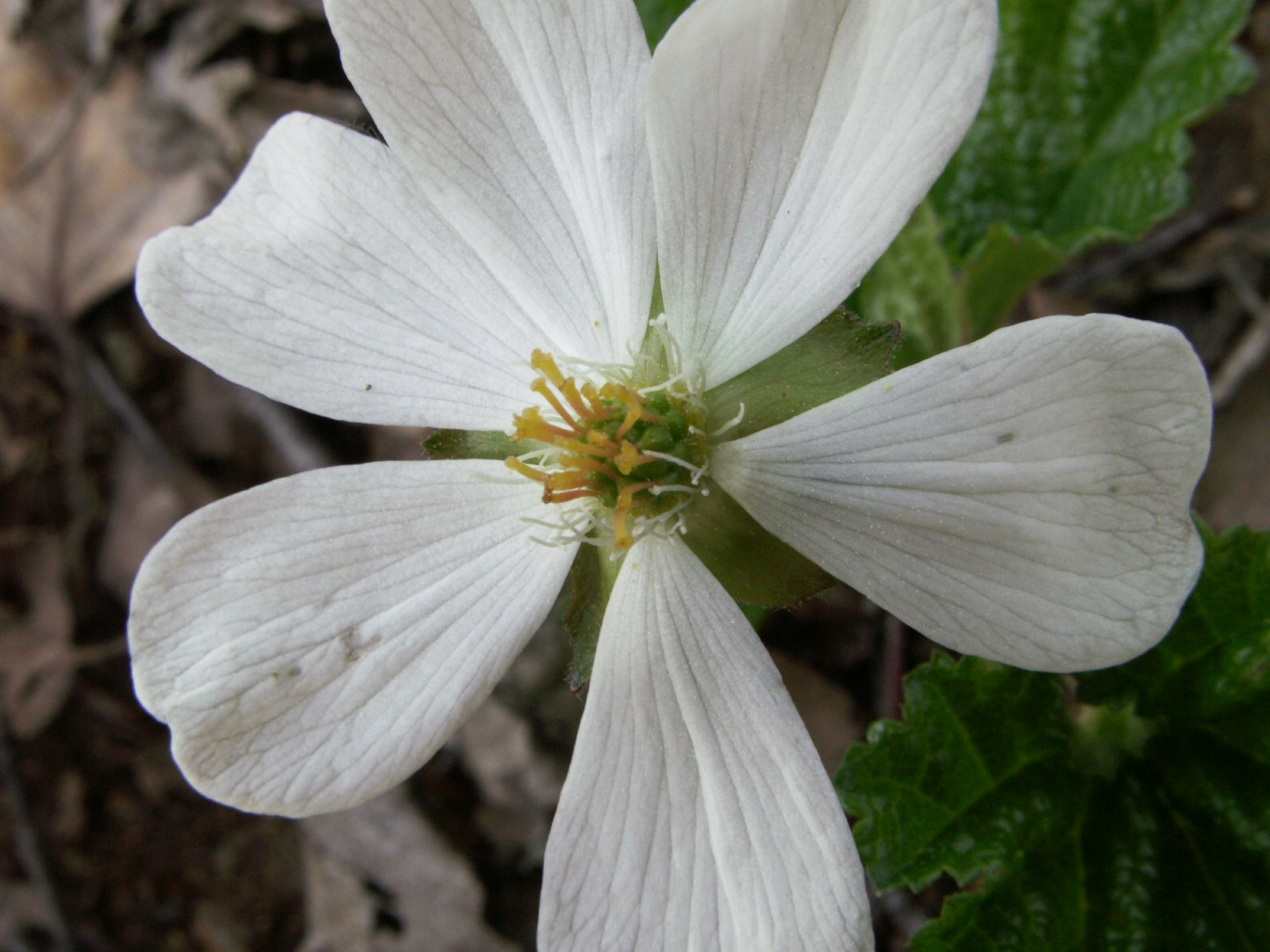
Weibliche Blüte der Moltebeere mit Fruchtblättern und Griffelchen (Stylodien)

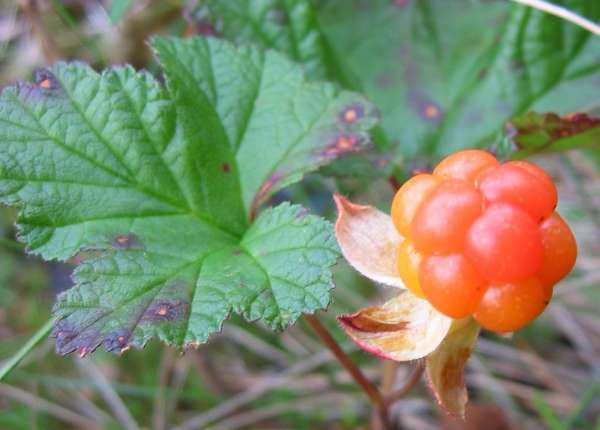
Reifende Moltebeere

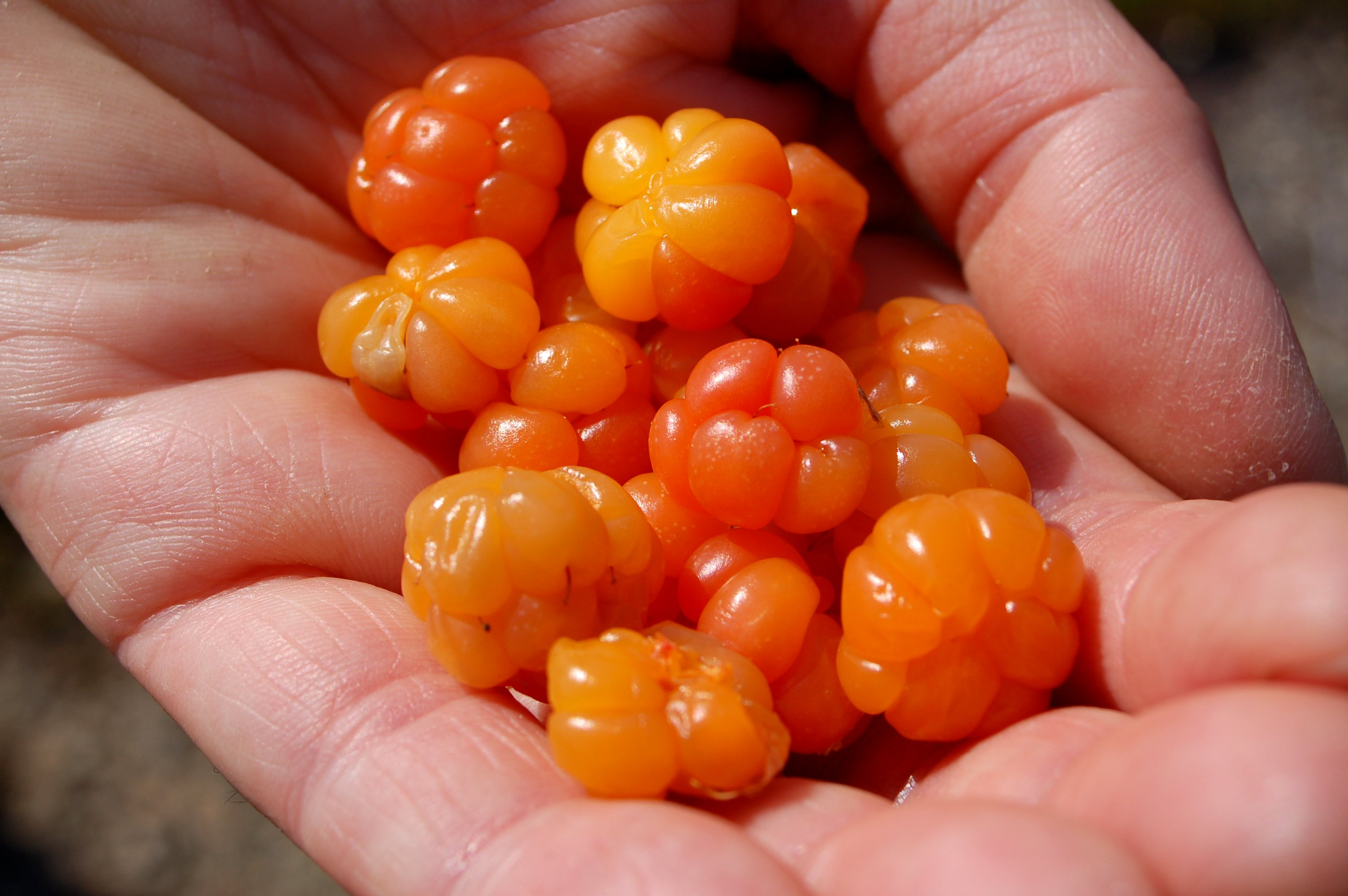
Eine Handvoll reifer Moltebeeren

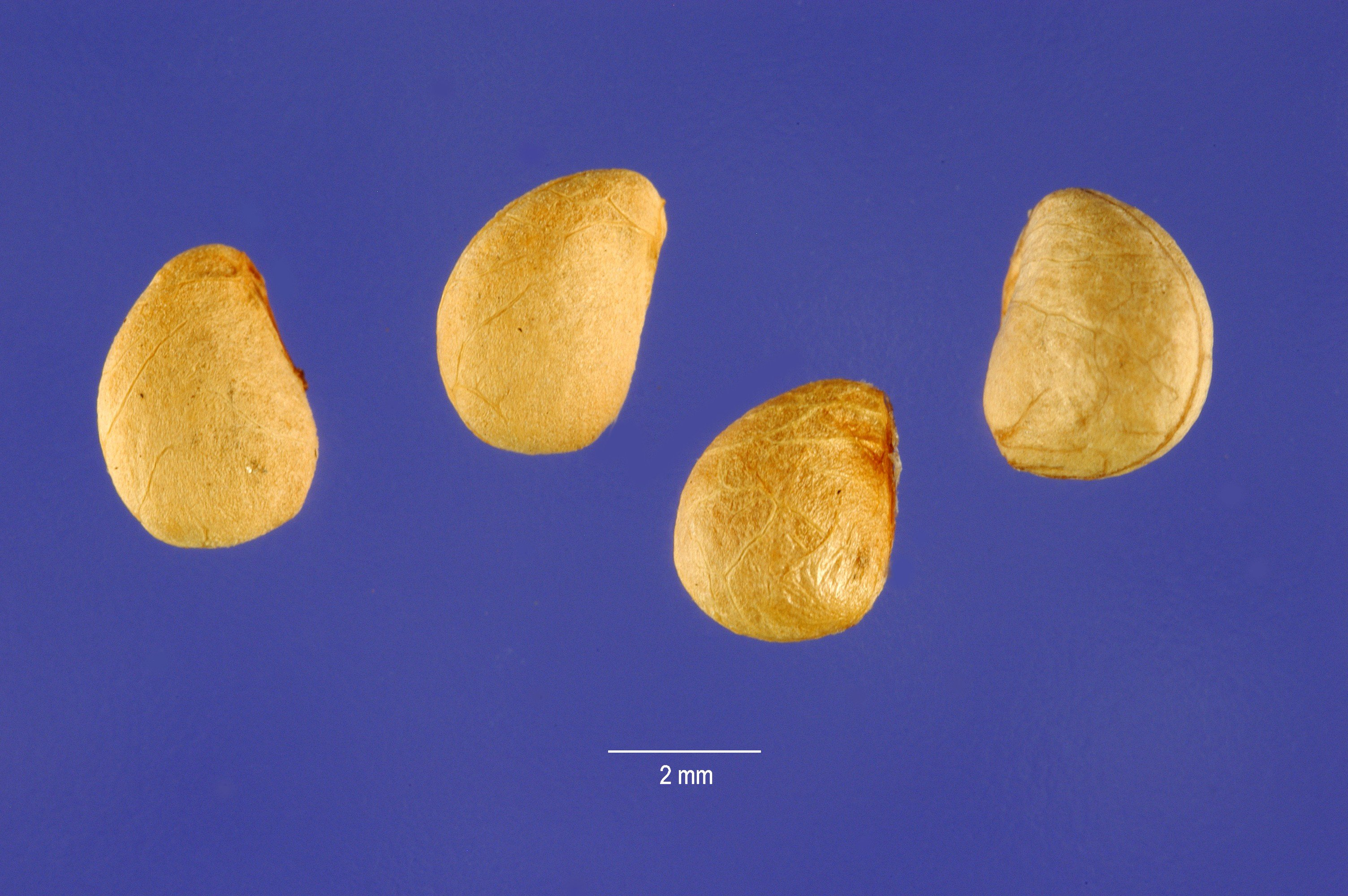
Samen der Moltebeere mit Maßstab

Die Moltebeere ist eine mehrjährige Pflanze und erreicht Wuchshöhen zwischen 5 und 25 Zentimetern. In Gesellschaft mit Zwergsträuchern wie Rauschbeere und Sumpfporst werden auch Wuchshöhen bis 45 cm beobachtet. Aus einer unterirdischen Grundachse treiben aufrechte, unverzweigte, nicht verholzende und unbedornte Stängel. Die wechselständigen Laubblätter sind schwach handförmig, fünf- bis siebenlappig und am Rand gesägt. Am Blattansatz befindet sich ein wenige Millimeter großes Nebenblatt. Die Blätter sind bis zu 20 Zentimeter breit. Im Herbst verfärbt sich das Laub stark rot.
Ab Mitte Mai bilden sich weiße, gelegentlich auch rötliche, einzeln endständige Blüten mit je vier bis acht, meist fünf, Kron- und Kelchblättern. Sie sind kurzlebig und bei Regen schnell entblättert. Die Pflanze ist zweihäusig diözisch. Die weibliche Blüte trägt zahlreiche grünliche Fruchtblätter, die männliche Blüte viele Staubfäden mit gelben Staubbeuteln. Die Bestäubung erfolgt durch Insekten. Die Blütezeit reicht bis Ende Juni, entsprechend ungleichzeitig ist auch die Reife der Früchte.
Bis zum Juli reifen Sammelsteinfrüchte mit einer Größe bis zu 2,5 Zentimeter, bestehend aus bis zu 25 Steinfrüchtchen. Die reifenden Früchte sind zunächst grünlich und vollständig von den Kelchblättern umschlossen, dann blassrot, schließlich gelborange. Bei geringer Sonneneinstrahlung wird das rote Stadium übersprungen. Sobald sich die äußeren Blütenhüllblätter von der Frucht wegrollen, ist die Moltebeere reif. Dann ist sie sehr weich und entsprechend schwer zu pflücken. Daher werden oft unreife Früchte gepflückt, die dann an der Sonne nachreifen.
Die Chromosomenzahl beträgt 2n = 56.

## Verbreitungsgebiet

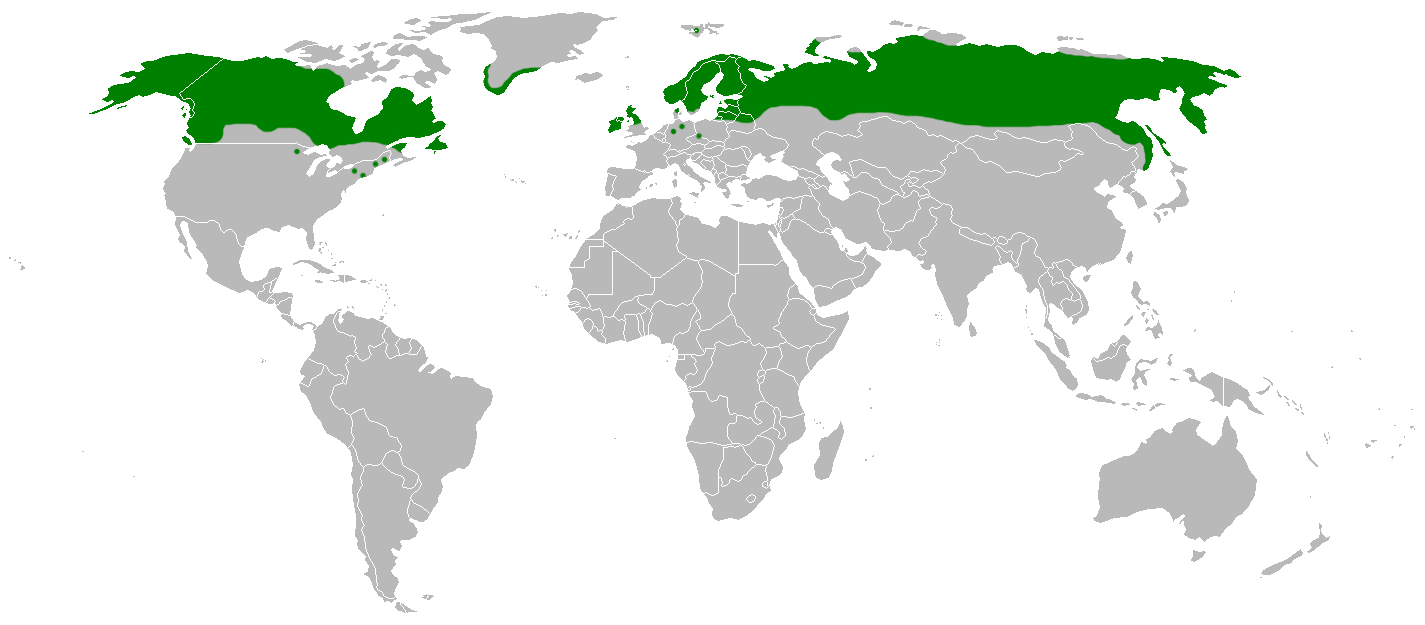
Verbreitungsgebiet der Moltebeeren

Das Hauptverbreitungsgebiet der Moltebeere liegt in borealen und zirkumpolaren Zonen zwischen 54° und 78° nördlicher Breite in den Staaten Russland, Schweden, Finnland und Norwegen sowie in Schottland und England. Einzelne Vorkommen finden sich auch in West-, Mittel- und Osteuropa sowie etwas häufiger im Baltikum als eiszeitliche Überreste, sogenannte Glazialrelikte. In Grönland erreicht sie ihren nördlichsten Verbreitungspunkt. Das südlichste Vorkommen liegt in den Sudeten, sowohl in Polen als auch in Tschechien, im Riesengebirge. Früher hatte die Art wohl auch ein Vorkommen in Baden-Württemberg im Schwenninger Moos. Diese glaubhafte Angabe aus dem Jahr 1788 war manchmal umstritten.
In Nordamerika wächst sie von Kanada (in den dünnbesiedelten Wäldern nördlich der Stadt Québec sowie auf den Magdalenen-Inseln im Sankt-Lorenz-Strom) bis in die USA (Alaska, Maine, Minnesota, New Hampshire, New York), ist aber vielfach bereits bedroht. Auch in Sibirien und Nordjapan ist sie heimisch.
In Deutschland kommt die Art nur noch in Niedersachsen in Moorgebieten an Weser und Elbe vor, zum Beispiel im Plackenmoor, wo die Bestände zumeist durch Verbuschung bedroht sind. Die Moltebeere ist in Deutschland nach der Bundesartenschutzverordnung streng und besonders geschützt.

### Standortbeschreibung
Die Moltebeere wächst in Hochmooren auf erhöhten Torfmooskuppen (Bulte) und an trockeneren Regenmoorrändern, in Zwischenmooren und Heiden bis in eine Höhe von zirka 1400 Meter. In Skandinavien kommt sie außerdem in lichten Wäldern und an Waldrändern vor. Die Moltebeere erträgt große Kälte im Winter, reagiert aber sehr empfindlich auf Kälteeinbrüche nach Beginn ihrer Vegetationsphase. In südlicheren Lagen können ihr daher ein paar schöne Sonnentage im April schon zum Verhängnis werden, weshalb sie dort nur im Halbschatten wächst. Sie gedeiht auf sauren Böden (pH-Wert zwischen 3,5 und 5,2), toleriert bis zu −38 °C Kälte und leichte bis mittelschwere Waldbrände, reagiert aber empfindlich auf Salze. In Regenmooren ist die Moltebeere Bestandteil der „Bunten Torfmoosgesellschaft“ (Sphagnetum magellanici) und ist hier unter anderen mit Torfmoosen wie Sphagnum magellanicum sowie der Moosbeere (Vaccinium oxycoccos) in Gesellschaft. In Mitteleuropa kommt sie in Gesellschaften der Klasse Oxycocco-Sphagnetea vor.

### Ökologie
Die Moltebeere ist eine robuste Pflanze, wie viele Rosengewächse aber unter anderem anfällig für Sternrußtau und die Brennfleckenkrankheit.
Die Moltebeere ist Futterpflanze für etliche Schmetterlingsraupen, beispielsweise für jene des Kleinen Nachtpfauenauges (Saturnia pavonia). Verschiedene Tiere schätzen die Beeren als Nahrung. Aus Jakutien wird berichtet, dass Braunbären bereitwillig große Entfernungen in der Tundra zurücklegen, um an die Früchte zu gelangen.

## Vermehrung
Die Moltebeere vermehrt sich überwiegend vegetativ über ihr Rhizom und bildet so an ihren Wuchsorten umfangreiche Kolonien gleichgeschlechtlicher Pflanzen. Die Vermehrung durch Samen ist demgegenüber nachrangig. Anders als viele Rubus-Arten ist die Moltebeere nicht selbstbefruchtend. Die zweihäusige Pflanze (nur selten werden zwittrige Pflanzen gefunden) bedarf zur Befruchtung jeweils einer Pflanze des anderen Geschlechtes. Eine Aufnahme der Früchte durch Vögel und andere Tiere fördert die Ausbreitung der unverdaulichen Samen über deren Ausscheidung. Die Moltebeere ist ein Kaltkeimer. Ihre Samen bedürfen einer 270-tägigen Stratifikation und keimen dann erst bei Temperaturen ab 18 °C. Moltebeeren sind oktoploid, das heißt, sie besitzen einen achtfachen Chromosomensatz.

## Verwendung

### Verwendung als Lebensmittel
Die Moltebeere ist reich an Vitaminen und Spurenelementen und daher ein wertvolles Nahrungsmittel.
Reife Moltebeeren haben einen süß-aromatischen Geschmack, der an Aprikosen- oder Apfelmus erinnert. Vielfach wird aus ihr Marmelade oder Gelee hergestellt, oder sie wird zum Aromatisieren von Süßspeisen verwendet. In Schweden isst man sie gefroren mit Zucker (Björnkulla), in Finnland zusammen mit dem sogenannten Leipäjuusto („Brotkäse“, einem harten, teigartigen Käsegericht) und viel Zucker. Ebenfalls in Finnland bereitet man einen Likör namens Lakka aus ihnen (Lakka ist der finnische Name der Moltebeere), in Kanada wird die Frucht unter anderem zur Aromatisierung einer Bierspezialität verwendet und in Schweden dient sie zur Essigbereitung.
Der Ertrag der Moltebeere ist gering, daher ist sie die teuerste der wild gesammelten Beeren. In Finnland werden Sammlern mindestens sechs Euro je Kilogramm gezahlt. (Stand: 2006)
Obwohl auch heute insbesondere in Norwegen die Nachfrage als Delikatesse größer ist als das Angebot, ist sie nach wie vor eine reine Wildfrucht. Norwegen importiert jährlich 200 bis 300 Tonnen der Früchte aus Finnland. Seit Mitte der 1990er Jahre hat sich die norwegische Regierung in Zusammenarbeit mit finnischen, schwedischen, schottischen und russischen Stellen im Northberry-Forschungsprojekt darum bemüht, die Moltebeere als Agrarfrucht zu kultivieren. Die ersten optimierten Pflanzen (männliche Sorten Apolto und Apollen, weibliche Sorten Fjellgull und Fjordgull) werden seit 2002 an die Landwirtschaft abgegeben.

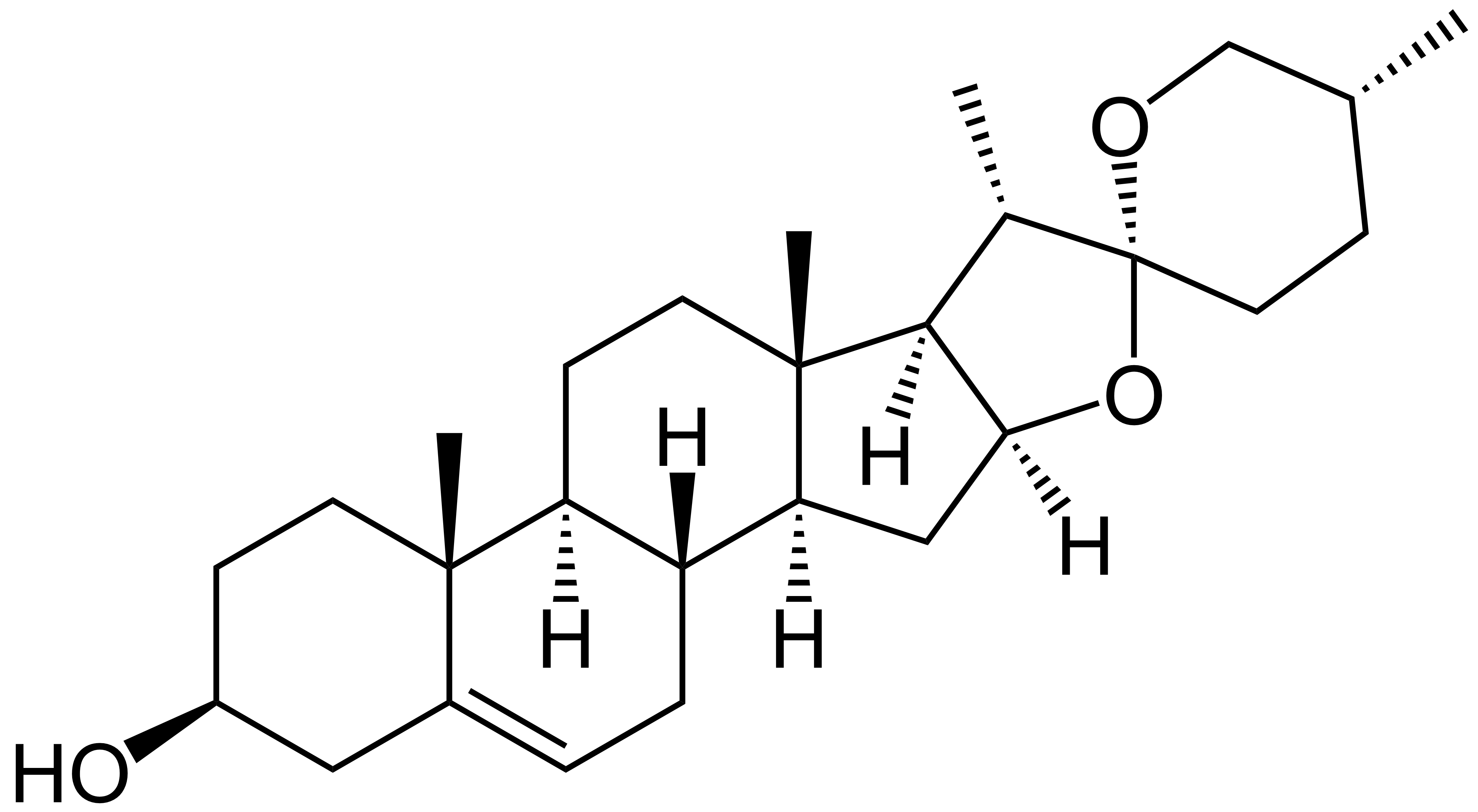
Diosgenin

### Verwendung als Heilkraut
Die Frucht wurde wegen ihres hohen Ascorbin- und Benzoesäure-Gehaltes (letzterer bewirkt eine äußerst gute Lagerbarkeit) von nordischen Seeleuten und amerikanischen Eskimos gleichermaßen als Mittel gegen Skorbut geschätzt.
Die Blätter der Moltebeere werden aufgrund ihres Gehaltes an Gerbsäure gegen Durchfall verwendet. Die Pflanze enthält darüber hinaus Diosgenin, ein Steroid und Vorstufe des weiblichen Hormons Progesteron, das gegen Gicht und Rheuma angewandt wird.

## Literatur

Moltebeere als Motiv auf der finnischen 2-Euro-Münze